# Peter Smith & The Hosters
Peter Smith & The Hosters je hrvatski glazbeni sastav. Dolazi iz Splita.

## Povijest
Trojac su renomiranih splitskih glazbenika koji izvode poznate pop, rock, funk i jazz kompozicije, spajajući elemente rocka i jazza na moderan način. Predstavljaju off projekt gitarista TBF-a, bubnjara Black Coffeeja i basista Otprilike ovako. Zvuk im je "instrumentalna fusion glazba temeljena na izvanrednom gitarskom tonu i tehnici Nikše Mandalinića i sažima jazz, rock, world music i primjese dalmatinskog zvuka." Njeguju nekakvu inačicu rocka i fuzije, spajajući elemente raznih stilova muzike 70-ih i 80-ih. Stil im je meditativni i improvizirajući pristup. Nekad kultni band splitske klupske scene. Nastupaju na Split Open Jazz Fairu 2020. godine.

## Članovi
Članovi su afirmirani profesionalni glazbenici vokal i gitarist Nikša Mandalinić (TBF), Adam Jamal Vrt (Waveform) na bas gitari i Jadran Dučić Ćićo (Black Coffee) na bubnjevima.

## Vanjske poveznice
- Peter Smith & Hosters  Jadran Dučić na BandCampu